# Cantón de Grasse-Norte
El cantón de Grasse-Norte era una división administrativa francesa que estaba situada en el departamento de Alpes Marítimos y la región de Provenza-Alpes-Costa Azul.

## Composición
El cantón estaba formado por una fracción de la comuna de:
- Grasse (fracción)

## Supresión del cantón de Grasse-Norte
En aplicación del Decreto nº 2014-227 de 24 de febrero de 2014, el cantón de Grasse-Norte fue suprimido el 22 de marzo de 2015 y su comuna pasó a formar parte del nuevo cantón de Grasse-1.